# Виль (избирательный округ)
Виль (нем. Wil) — избирательный округ в Швейцарии (административные округа в данном кантоне отсутствуют). Центр округа — город Виль.
Округ входит в кантон Санкт-Галлен. Занимает площадь 145,29 км². Население 68 480 чел. Официальный код — 1728.

## Коммуны округа
| Герб              | Коммуна           | Население (2005) | Площадь км² | Официальный код | Примечание                  |
| ----------------- | ----------------- | ---------------- | ----------- | --------------- | --------------------------- |
| Броншхофен        | Броншхофен        | 4519             | 13,16       | 3421            | 1.01.2013 объединены в Виль |
| Виль              | Виль              | 17 015           | 7,62        | 3425            | 1.01.2013 объединены в Виль |
| Дегерсхайм        | Дегерсхайм        | 3830             | 14,48       | 3401            |                             |
| Йоншвиль          | Йоншвиль          | 3285             | 10,99       | 3405            |                             |
| Нидербюрен        | Нидербюрен        | 1413             | 15,92       | 3422            |                             |
| Нидерхельфеншвиль | Нидерхельфеншвиль | 2693             | 16,34       | 3423            |                             |
| Обербюрен         | Обербюрен         | 3977             | 17,71       | 3424            |                             |
| Оберуцвиль        | Оберуцвиль        | 5700             | 14,11       | 3407            |                             |
| Уцвиль            | Уцвиль            | 12 055           | 14,49       | 3408            |                             |
| Флавиль           | Флавиль           | 9680             | 11,51       | 3402            |                             |
| Цуцвиль           | Цуцвиль           | 4313             | 8,96        | 3426            |                             |
|                   | Итого (10)        | 68 480           | 145,29      | 1728            |                             |